# Bystus hemisphaericus
Bystus hemisphaericus är en skalbaggsart som först beskrevs av Gerstaecker 1858.  Bystus hemisphaericus ingår i släktet Bystus och familjen svampbaggar. Inga underarter finns listade i Catalogue of Life.